# Selenoteuthis scintillans
Selenoteuthis scintillans är en bläckfiskart som beskrevs av Voss 1959. Selenoteuthis scintillans ingår i släktet Selenoteuthis och familjen Lycoteuthidae. Inga underarter finns listade i Catalogue of Life.